# Selección de hockey sobre patines de Brasil
La selección de hockey patines de Brasil es el equipo formado por jugadores de nacionalidad brasileña que representa a la Confederação Brasileira de Hóquei e Patinação (CBHP) en las competiciones internacionales organizadas por la federación internacional Word Skate (Campeonato del Mundo), y Word Skate America (Campeonato Panamericano).

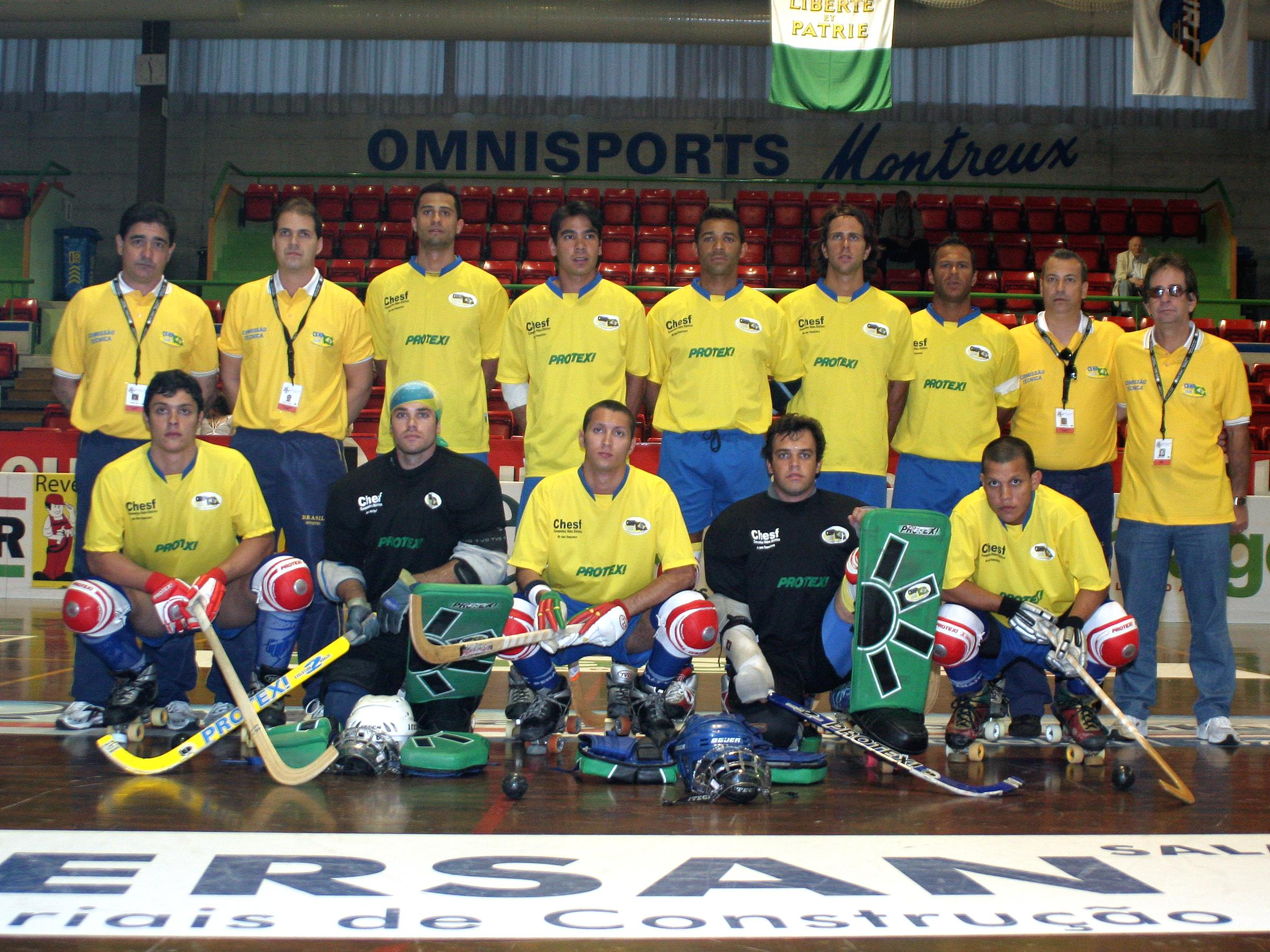
Selección de Brasil en el Mundial de 2007.

## Historial
Desde su creación en 1953 la selección brasileña ha participado en los siguientes campeonatos:
| Año  | Sede                | Competición      | Equipos | PJ | PG | PE | PP | Posición |
| ---- | ------------------- | ---------------- | ------- | -- | -- | -- | -- | -------- |
| 1953 | Ginebra             | IX Mundial A     | 13      | 7  | 1  | 2  | 4  | 10       |
| 1956 | Oporto              | XII Mundial A    | 11      | 10 | 1  | 0  | 9  | 10       |
| 1962 | Santiago            | XV Mundial A     | 10      | 9  | 1  | 1  | 7  | 9        |
| 1966 | Sao Paulo           | XVII Mundial A   | 10      | 9  | 1  | 0  | 8  | 10       |
| 1970 | San Juan            | XIX Mundial A    | 11      | 10 | 5  | 1  | 4  | 5        |
| 1974 | Lisboa              | XXI Mundial A    | 12      | 11 | 7  | 0  | 4  | 5        |
| 1976 | Oviedo              | XXII Mundial A   | 12      | 11 | 5  | 0  | 6  | 8        |
| 1978 | San Juan            | XXIII Mundial A  | 12      | 11 | 5  | 1  | 5  | 7        |
| 1980 | Talcahuano          | XXIV Mundial A   | 16      | 10 | 6  | 1  | 3  | 5        |
| 1982 | Barcelos            | XXV Mundial A    | 22      | 15 | 5  | 2  | 8  | 10       |
| 1984 | Novara              | XXVI Mundial A   | 10      | 9  | 4  | 0  | 5  | 6        |
| 1986 | Sertãozinho         | XXVII Mundial A  | 10      | 9  | 4  | 2  | 3  | 6        |
| 1988 | La Coruña           | XXVIII Mundial A | 10      | 9  | 2  | 0  | 7  | 9        |
| 1990 | Macao               | IV Mundial B     | 22      | 10 | 9  | 1  | 0  | 1        |
| 1991 | Oporto              | XXX Mundial A    | 12      | 8  | 3  | 1  | 4  | 4        |
| 1993 | Sesto San Giovanni  | XXXI Mundial A   | 12      | 8  | 5  | 1  | 2  | 5        |
| 1995 | Recife              | XXXII Mundial A  | 12      | 8  | 4  | 0  | 4  | 4        |
| 1997 | Wuppertal           | XXXIII Mundial A | 12      | 8  | 4  | 1  | 3  | 5        |
| 1999 | Reus                | XXXIV Mundial A  | 12      | 8  | 4  | 1  | 3  | 5        |
| 2001 | San Juan            | XXXV Mundial A   | 15      | 6  | 3  | 0  | 3  | 6        |
| 2003 | Oliveira de Azeméis | XXXVI Mundial A  | 16      | 6  | 4  | 0  | 2  | 5        |
| 2005 | San José            | XXVII Mundial A  | 16      | 6  | 1  | 1  | 4  | 8        |
| 2007 | Montreux            | XXVIII Mundial A | 16      | 6  | 3  | 0  | 3  | 7        |
| 2009 | Vigo                | XXIX Mundial A   | 16      | 6  | 4  | 0  | 2  | 4        |
| 2011 | San Juan            | XL Mundial A     | 16      | 6  | 3  | 0  | 3  | 8        |
| 2013 | Luanda              | XLI Mundial A    | 16      | 6  | 3  | 0  | 3  | 6        |
| 2015 | La Roche-sur-Yon    | XLII Mundial A   | 16      | 6  | 2  | 0  | 4  | 11       |
| 2019 | Barcelona           | XLIV Mundial A   | 16      | 6  | 2  | 0  | 4  | 14       |
| 2022 | San Juan            | XLV Mundial A    | 16      | 6  | 3  | 0  | 3  | 13       |